# 労働者区

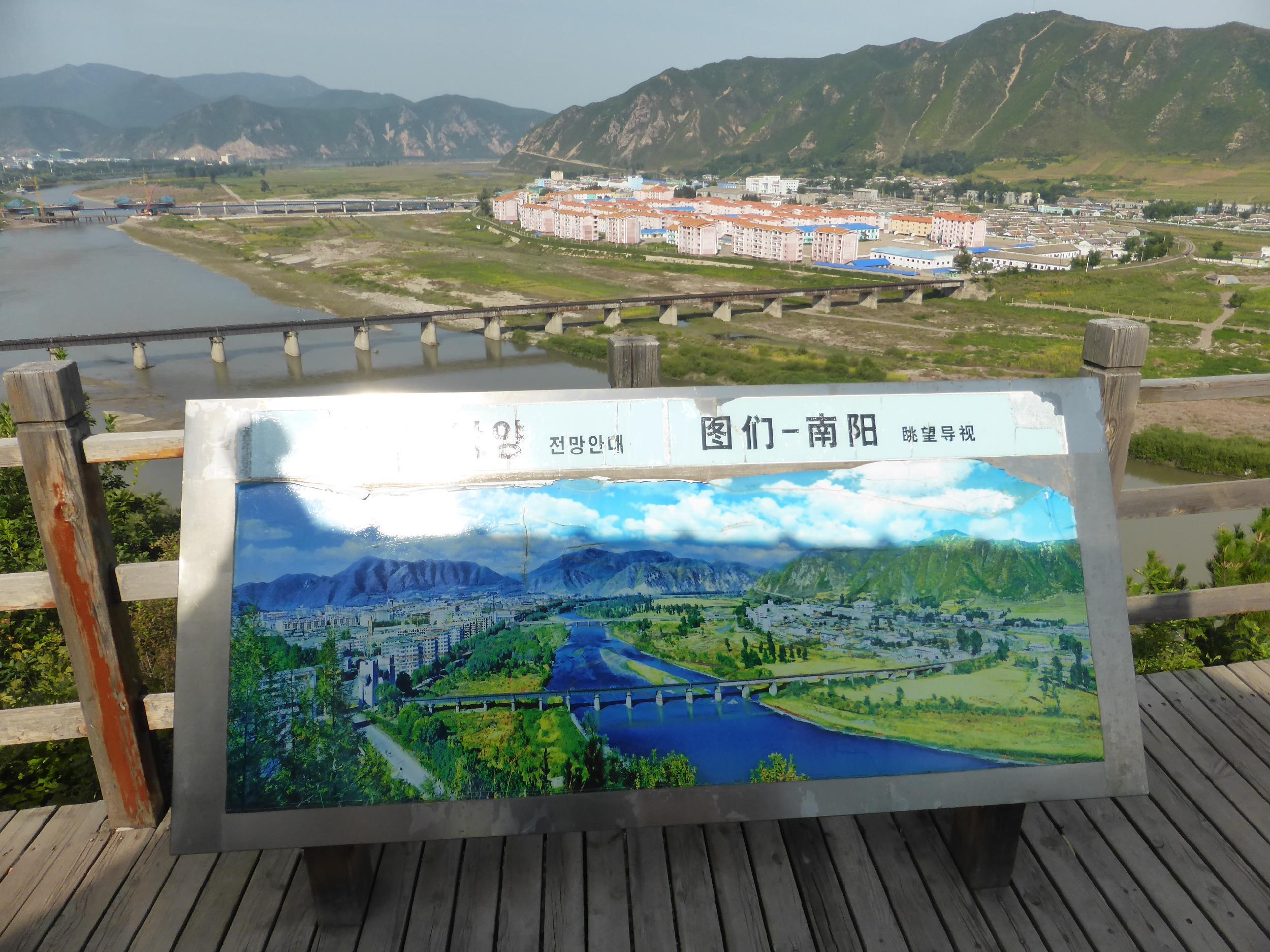
咸鏡北道穏城郡の南陽労働者区

労働者区（朝: 로동자구、標準語: 노동자구）は、朝鮮民主主義人民共和国の行政区画の一種。市・郡の下に設置される。大韓民国の発表によると総数は2021年時点で298。
1952年12月の行政改革で導入された。住民のうち成人が400人以上で、かつ労働者の割合が65%を上回る地域に設けられる。労働者区には行政官庁である労働者区事務所と、行政組織である労働者区経理委員会が設置される。
通常は郡の下に設置され、市に所属する労働者区は咸興市来日労働者区などごく少数にとどまる。

## 2010年以降の変遷
大韓民国統計庁が公表しているデータに基づく。なお2006年から2010年までは数に変化が無かったため省略している。
| 行政区画   | 2019年 | 2020年 | 2021年 |
| ---------- | ------ | ------ | ------ |
| 平壌直轄市 | 12     | 12     | 12     |
| 羅先特別市 | -      | -      | -      |
| 南浦特別市 | 5      | 7      | 7      |
| 開城特別市 | -      | -      | -      |
| 平安南道   | 31     | 38     | 38     |
| 平安北道   | 44     | 44     | 44     |
| 咸鏡南道   | 35     | 34     | 34     |
| 咸鏡北道   | 48     | 51     | 51     |
| 黄海南道   | 15     | 18     | 18     |
| 黄海北道   | 15     | 16     | 16     |
| 江原道     | 10     | 10     | 10     |
| 慈江道     | 24     | 25     | 25     |
| 両江道     | 43     | 43     | 43     |
| 合計       | 282    | 298    | 298    |